# Ghost (Star Wars)
Ghost (v češtině nazvaný Stín) je vesmírná loď ve světě Star Wars. Vlastní jí bývalá členka povstalecké buňky Fénix, později Povstalecké aliance a naposledy novorepubliková generálka Hera Syndulla. Jde o výrazně a nelegálně modifikovanou nákladní loď VCX-100, vyrobenou loďařstvím Corellian Engineering Corporation.

## Vlastnosti
Hera nazvala loď Ghost (Stín) pro její schopnost unikat imperiálnímu odhalení, protože měla nainstalované rušičky, systém na maskování výstupu motorů nebo tlumiče vydávané energie. Tyto a dalších 87 nelegálních vylepšení, dávalo lodi schopnost vypadat na většině senzorů jako kosmetické záření nebo sluneční fluktuace. Také byla schopna překrýt svou signaturu signaturami mnoha jiných plavidel.

## Historie

### Povstání
Hera se svým droidem Chopperem využívala svou loď k setkávání s disidenty proti Galactickému Impériu v naději na budoucí vznik jednotného organizovaného povstání. Při jedné takové cestě se setkala s bývalým Jediem jménem Caleb Dume s kterým zachránili planetu Gorse a její měsíc Cinda před zničením, od té doby spolu tvořily posádku Ghosta. Později se k nim připojili i Garazeb Orrelios, jeden z posledních přeživší svého druhu Lasatů a mladistvá mandalorianská bojovnice Sabine Wren, uprchlá z imperiální letecké akademie.  
Celá posádka narazila na svého posledního člena mladistvého Ezru Bridgera při krádeži zbraní Impéria na planetě Lothal, který se později ukázal jako citlivý na Sílu a tak si ho jako padawana vzal do učení Caleb, který mezitím začal používat krycí jméno Kanan Jarrus. V této sestavě začali pomocí Ghostu bojovat proti Impériu, díky tomu se stali členy povstalecké buňky Fénix a následně i Povstalecké aliance. 
S Ghostem se účastnili mnoha akcí, jako jsou například: zničení transportu s obřím kyber krystalem, osvobození Kanana z Imperiálního zajetí s pomocí další bývalé Jedi Ahsoky Tano, pokus o osvobození jedné přeběhlé lothalské ministryně a následná bitva s Darth Vaderem, hledání nové základny povstalců na planetě Atollon, přeprava vzbouřivší senátorky Mon Mothmy do bezpečí před Impériem a následné oficiální založení Povstalecké aliance na planetě Dantooine, prohraná bitva o základnu na Atollonu a následný útěk na hlavní základnu Povstalecké aliance na Yavinu 4 a osvobození domovské planety Ezry Bridgera Lothal. S menší posádkou se Hera s Ghostem účastnila i bitev o Scarif a Endor.

### Nová republika
Během vlády obnovené republiky byla Hera upozorněna Ahsokou na snahy zbývajících imperiálů o nalezení velekoadmirála Thrawna, ztraceného před více než deseti lety při osvobození Lothalu. To vedlo k jejich zjištění, že imperiálové kradou hyperpohony na stavbu mezigalaktické lodi nad planetou Seatos. Tam se vydala Ahsoka se svou staronovou padawankou Sabine ve své lodi. Později za nimi vyrazila i Hera v Ghostu i se svým synem Jacenem, ale dostala se tam pozdě, právě když imperiálové vstoupili do hyperprostoru při letu do sousední galaxie, kam Ghost není schopen doletět. V moři na planetě však pomocí Ghostu našli a zachránili Ahsoku, která se poté s pomocí vesmírných velryb Purgilů vypravila za imperiály.